# Školní les do kapsy
Školní les do kapsy je součást projektu „Les ve škole – škola v lese“, který vznikl v roce 1999 díky spolupráci státního podniku Lesy České republiky a Sdružení Tereza. Projekt jako program pro učitele obsahuje výukové plány, semináře, konzultace a ověřené tipy, jak úspěšně zařadit výuku o přírodě v přírodě. Malý školní lesík vysazují žáci přímo u svých škol a poté v něm probíhá výuka.
Jako první se projektu zúčastnila Základní škola Jana Wericha a Mensa gymnázium v Praze-Řepích. Po roční přípravě zasadili ve dnech 19. a 20. října 2021 jejich žáci na školním pozemku téměř 1000 listnatých stromů – dubů, lip, habrů, jilmů, bříz, olší, jeřábů, topolů, svíd, hlohů a dalších stromů.